# Esztrenga
Az esztrenga vagy kosár a magyar népi építészetben és a hagyományos állattartásban a juhnyáj egyben tartására szolgáló kezdetleges, csak falazatból álló, fedetlen, könnyen mozgatható építmény. A nyáj egyben tartása mellett esetenként a juhok fejőkarámjául is szolgál, továbbá fontos szerepet tölt be a kosarazásban, azaz az esztrenga, ezzel együtt a juhnyáj folyamatos, egy-két naponkénti továbbhelyezésével megoldott trágyázásban.

## Terminológia
Az esztrenga szó és alakváltozatai a román strungă (’juhszállás bekerített része; fejőrekesz’) szóra vezethetőek vissza, s feltehetően szlovák közvetítéssel kerültek be nyelvünkbe. Az alapszó a vlach pásztorkodás terminológiájának egyik eleme, s az egész Balkán-félszigeten elterjedt (szerb struga ’fejőrekesz’; bolgár стърга ’fejőrekesz’; albán shtrungë ’juhfejő hely’; görög στρουγγα ’juhkarám’). A 16–17. században a sztrunga, sztronga szavak jelentése a magyar nyelvben még ’juhfejő hely, fejőrekesz’ volt, csak a 18. századtól használták erre a sajátos pásztorépítményre, illetve helyenként (például a Kiskunságban) továbbra is megmaradt ’fejőrekesz’ jelentése. A 17. századtól a mássalhangzó-torlódást feloldó magánhangzók bekerülésével újabb alakváltozatok születtek: isztrunga, isztronga, isztrenga, osztronga, esztronga, esztrenga, eszterenga.
A magyar népnyelvben az építmény több elnevezése ismert. A Duna–Tisza közén (Kiskunság), Észak-Tiszántúlon (Hajdúság, Hortobágy, Nagykunság) és Erdélyben az esztrenga (eszringa, esztronga, esztrunga) általános, emellett Bácskában, Szeged és Kecskemét vidékén isztronga, Erdélyben szórványosan sztrunga, isztrunga, a Bakony vidékén isztringa az elnevezése. Erdély-szerte ismert még a kosár, a Felvidéken a lészka, a Hajdúságban a dranka, a Nagykunság és Marosszék egyes falvaiban pedig a fejőkarám elnevezés.

## Tipológia
Az esztrenga 1-1,2 méter magas és 3-5 méter széles vessző- vagy nádfalakból (lésza) összeállított, könnyű szerkezetű, egyszerűen mozgatható, négy- vagy többszögletű alkalmatosság. Az egyes elemeket az előzőleg a földbe levert karókhoz erősítették vesszőgúzzsal. A 19. századtól egyre gyakrabban készült a karámhoz hasonlóan deszkatáblákból vagy farudazatból, ez utóbbi esetben a Hortobágyon általában a szárnyék ágai között állítják fel az esztrengát, hogy az állatoknak így biztosítsanak szélárnyékot. Az esztrenga többnyire egysejtű építmény, bár ismertek két- és háromrekeszes változatai is, amelyek lehetővé teszik például az anyajuhok és bárányok elkülönítését. Fedele vagy kiegészítő építménye az esztrengának nincs.
A fejőkarámul is szolgáló változatok esetében egyik sarkában alakítják ki a fejőhelyet úgy, hogy a falazatba a pásztorok számának megfelelő lyukakat (fejőnyílás) vágnak. A fal túloldalán, fejőszéken ülő juhászok ezeken keresztül fejik meg a juhokat, amelyeket az esztrengában tartózkodó bojtár hajt a kezük alá. A Hortobágyon és a Hajdúságban az így kialakított fejőhelyeket esetenként félereszes tetőzettel védték. Az újabb keletű, rudazatból összeállított esztrengák esetén, ugyancsak az Alföldön ismert az a megoldás, hogy a pásztor fejés előtt az esztrengába hajtja a juhokat, majd egyszerűen a szűk kijáróba (fiók) ülve feji meg és ereszti ki az állatokat. 

## Elterjedés
Az elnevezések színes palettája arra utalhat, hogy a 18. századra megjelenésében többé-kevésbé egységesült esztrenga több, előzőleg regionálisan kialakult, hasonló funkciójú építmény keveredéséből jöhetett létre. A kosár például korábban akolszerű teleltető építmény lehetett, de a Felvidéken és Erdélyben még az újabb korokban is kosárnak hívták a karámot. Az Alföldön lészának hívták magát az összekorcolt nádfalat is. A Kiskunságban a 18. századig fennmaradt a szárnyék magyar isztronga elnevezése, szembeállítva az akolba beépített fejőrekesszel, a német isztrongával.
Ami tudható, hogy az alföldi és erdélyi külterjes állattartásban a 18. században honosodott meg a könnyen mozgatható esztrenga ma ismert formája, és innen terjedt el a Kárpát-medence további területeire.